# Bouliac
Bouliac (okzitanisch Boliac) ist eine französische Stadt mit 3806 Einwohnern (Stand: 1. Januar 2022) im Département Gironde in der Region Nouvelle-Aquitaine. Sie gehört zum Kanton Cenon im Arrondissement Bordeaux. Die Einwohner werden Bouliacais genannt.

## Geografie
Bouliac ist eine banlieue im Südosten von Bordeaux am Fluss Garonne und liegt im Weinbaugebiet der Premières Côtes de Bordeaux. Umgeben wird Bouliac von den Nachbargemeinden Floirac im Norden, Tresses im Nordosten, Carignan-de-Bordeaux im Osten und Südosten, Latresne im Süden sowie Bègles im Westen.
Durch die Gemeinde führt die Route nationale 230.

## Bevölkerungsentwicklung
| 1962 | 1968 | 1975 | 1982 | 1990 | 1999 | 2006 | 2017 |
| ---- | ---- | ---- | ---- | ---- | ---- | ---- | ---- |
| 1084 | 1102 | 2375 | 2398 | 2841 | 3248 | 3087 | 3631 |

## Sehenswürdigkeiten
- Kirche Saint-Siméon-le-Stylite aus dem 12. Jahrhundert (Monument historique)

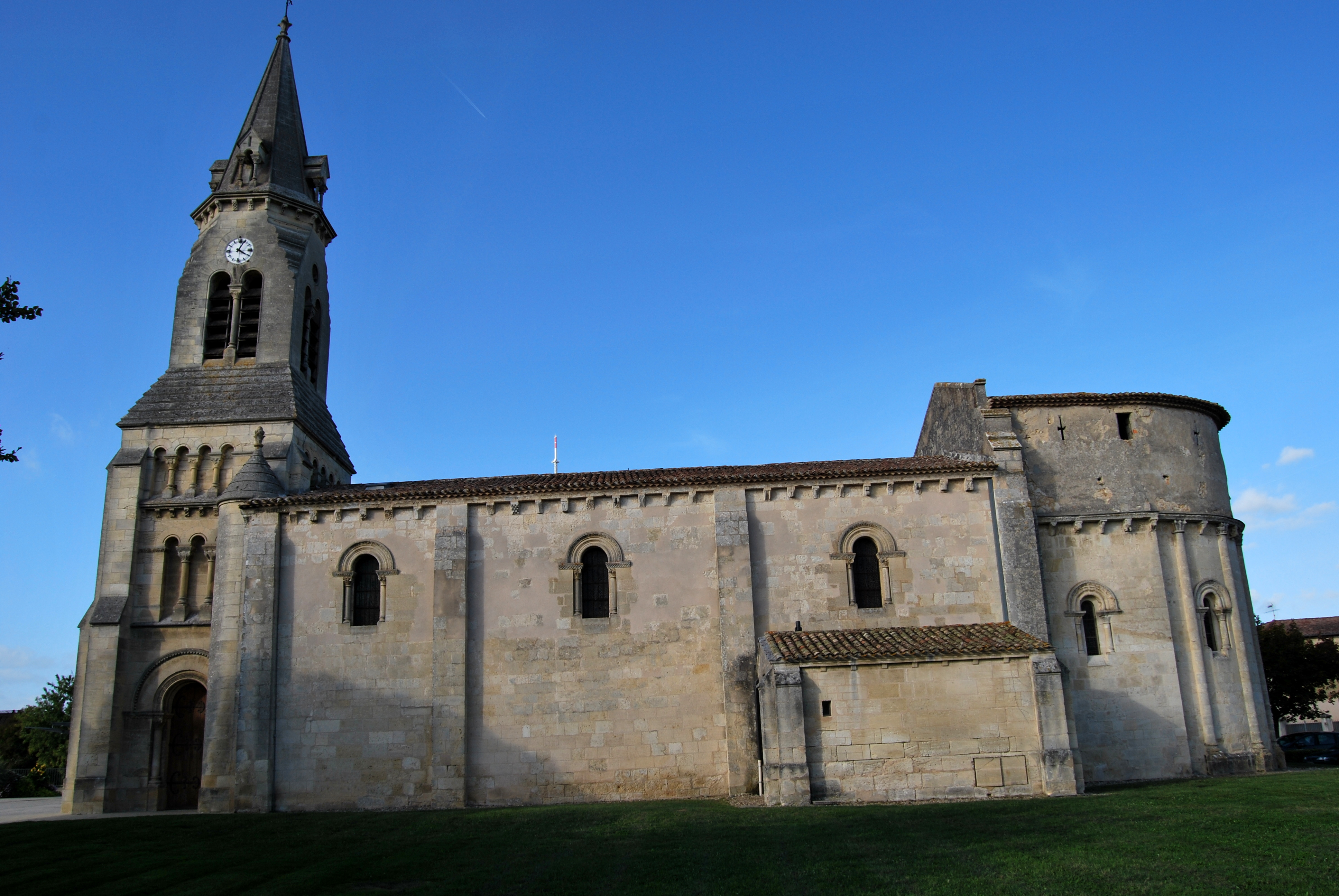
Kirche Saint-Siméon

- Schloss von Ange, 1944 zerstört
- Hôtel Saint-James

## Gemeindepartnerschaften
Mit der schweizerischen Gemeinde Saxon im Kanton Wallis besteht seit 1993 eine Gemeindepartnerschaft.